# مورتان (ایرانشهر)
مورتان، روستایی در دهستان آبادان بخش دامن شهرستان ایرانشهر در استان سیستان و بلوچستان ایران است.

## جمعیت
بر پایه سرشماری عمومی نفوس و مسکن در سال ۱۳۹۵، جمعیت این روستا برابر با ۲۰۶ نفر (۵۹ خانوار) بوده‌است.